# Сирилко Петро Миколайович
Петро Миколайович Сирилко (1955 — ?) — український радянський діяч, новатор виробництва, електрозварник Західноукраїнської монтажної дільниці тресту «Південтеплоенергомонтаж» будівництва Рівненської атомної електростанції. Депутат Верховної Ради УРСР 10-го скликання.

## Біографія
Освіта середня. Член ВЛКСМ.
З 1972 року — слюсар-сантехнік Ровенського спецуправління № 534; робітник Здолбунівського міжколгоспбуду Ровенської області.
Служив у Радянській армії.
З 1976 року — електрозварник Західноукраїнської монтажної дільниці тресту «Південтеплоенергомонтаж» будівництва Ровенської атомної електростанції Ровенської області. Учасник ліквідації аварії на Чорнобильській атомній станції.